# Idahotyphlus alleni
Idahotyphlus alleni  (лат.) — вид жуков-стафилинид из подсемейства Leptotyphlinae. Единственный вид рода. Эндемик США (Айдахо: Boise County, Valley County). Обнаружены в лесном подстилочной слое около основания крупной сосны жёлтой (Pinus ponderosa). Жуки длиной 1,4—1,7 мм. Тело коричневато-жёлтое. Усики 11-члениковые. Формула лапок 3-3-3. Вид был описан колеоптерологом Владимиром Гусаровым в 2003 году и назван в честь Альберта Аллена (A. D. Allen), собравшего типовой экземпляр в 1978 году.